# Артан (Пикардија, Ен)
Артан (фр. Artemps) насеље је и општина у североисточној Француској у региону Пикардија, у департману Ен (Пикардија) која припада префектури Сен Кентен.
По подацима из 2011. године у општини је живело 360 становника, а густина насељености је износила 57,05 становника/km². Општина се простире на површини од 6,31 km². Налази се на средњој надморској висини од 77 метара (максималној 93 m, а минималној 62 m).

## Демографија
| 1962. | 1968. | 1975. | 1982. | 1990. | 1999. | 2011. |
| ----- | ----- | ----- | ----- | ----- | ----- | ----- |
| 264   | 289   | 292   | 297   | 347   | 338   | 360   |

График промене броја становника у току последњих година